# 中村尚登
中村 尚登（なかむら ひさと、1957年9月20日 - ）は、日本のフリーアナウンサー。元TBSアナウンサー、報道記者。シグマ・セブンフェイスと業務提携。
大阪府出身。1981年4月、東京放送（分社化後TBSテレビ）にアナウンサー19期生として入社。1987年、報道局に異動し、アナウンス職を離れ報道記者に転ずる。TBSラジオ編成局ニュース情報部担当部長を歴任し2017年9月、TBSを定年退職。フリーアナウンサーとしてTBSラジオニュースデスクを務めている。慶應義塾大学法学部卒業。

## 人物
同期には、元報道局記者の杉尾秀哉やアナウンサーには柴田秀一らがいる。当初はアナウンサーとして、様々な報道番組のキャスター、レポーターなどを担当。その後1987年に報道局に転属し、経済・政治部門を中心とした報道記者として活躍。1999年から2008年まで『中村尚登 （土曜）ニュースプラザ』のメインパーソナリティーを務めた。

阪神タイガースのファンで、『爆笑問題の日曜サンデー』の「ラジオサンデージャポン」コーナー内で阪神タイガースの話題に触れることがある。

## 現在の出演番組
ラジオ
- 毎日新聞N検Session（『荻上チキ・Session』月曜のコーナー）
- TBSニュース：月曜日・木曜日担当
- 伊集院光とらじおと：「伊集院光とらじおとニュースと」ニュース解説（火曜日担当）
- 爆笑問題の日曜サンデー：「ラジオサンデージャポン」ニュース解説（不定期）
- スタンバイ!：森本毅郎不在時の代打パーソナリティー（不定期）

## 過去の出演番組
テレビ
- JNNおはようニュース&スポーツ（1986年）[5][6]
- はやドキ!（2016年4月 - 2020年9月）火曜日担当ニュース解説

ラジオ
- 中村尚登 ニュースプラザ
- ニュース探究ラジオ Dig：月曜日・水曜日担当ニュースコーナー
- ちょっと森林のはなし
- 毒蝮三太夫のミュージックプレゼント：2018年3月19日、「ハプニング」出演[7]
- 荒川強啓 デイ・キャッチ!（1995年）ニュースキャスター（月曜日・木曜日担当）：荒川強啓不在時はパーソナリティ代行の場合もあり。[5][6]